# Always a Godmother, Never a God
Always a Godmother, never a God (Siempre una madrina, nunca un Dios) es el 113° episodio de la serie de televisión norteamericana Gilmore Girls. Cuarto de la sexta y penúltima temporada.

## Sinopsis
Sookie y Jackson deciden que van a bautizar a sus dos hijos, Davey y Martha, y Lorelai queda sorprendida cuando Sookie le dice que las ha designado a ella y a Rory como madrinas. Pero algo que Sookie no puede ocultar es que lo hace porque quiere que las chicas Gilmore se reconcilien, lo cual también ayudaría a que Lorelai fije fecha de boda. 
Por otra parte, Lane se enfurece con Zach y Brian, puesto que ambos gastaron todo el dinero ganado durante la gira para comprar un equipo de grabación, que lamentablemente ninguno de los dos sabe cómo usarlo.
Logan, que anda de malas, le comunica a Rory que su padre desea que él se gradúe ese mismo año para después meterlo en el negocio familiar. Aparte, él le da varias sorpresas por espontáneo e impulsivo.
Después de varios meses de separación, Lorelai empieza a extrañar a Rory y decide llamarla, pero grande es su sorpresa al descubrir que su hija cambió el número de su celular. 
Finalmente, el día del bautizo de Davey y Martha ha llegado, y tanto Lorelai como Rory se han visto, sin embargo ninguna de las dos está dispuesta a dar un paso adelante hacia la reconciliación. Ya en la iglesia, Lorelai se molesta pues su hija le dio el nuevo número de celular a Sookie y no a ella. Luego, queriendo escapar de las presiones familiares, Logan y Rory van a Nueva York el resto del fin de semana. Mientras Lorelai se encuentra en su cuarto viendo sus viejos videos sola, recordando cuando antes solía verlos junto a Rory.

### Error
- Las dos miembros de la D.R.A a quienes Rory presenta a Logan, están separadas por una planta que se halla en medio de ambas, pero al cambiar la cámara, están una al lado de otro, un poco después sucede lo contrario.

### Alteración
- Mientras habla con Sookie, Luke sirve dos hamburguesas con patatas, a una chica y a otra persona que no se ve; luego, tarda unos segundos en ir a recoger unos platos (mientras la cámara le sigue, girando); pero, cuando vuelve, el lugar de la persona no vista está vacío y tampoco está la hamburguesa, y en el lugar de la chica aparece un muchacho tomando un refresco, mientras su comida está movida de lugar y ella no está (min.22).

- Datos: Q5671339